# Gisela Fersching
Gisela Fersching (* um 1931) ist eine ehemalige deutsche Tischtennisspielerin mit ihrem Leistungszenit in den 1950er Jahren. Bei der Deutschen Meisterschaft 1956 wurde sie Zweite im Doppel.

## Werdegang
Gisela Fersching spielte beim Verein ESG Karlsruhe (ESG = Eisenbahner Sport-Gemeinschaft). Mehrere Erfolge erzielte sie im Doppel mit ihrer Vereinskameradin Margot Gloede. 1953 gewann das Paar die Südwestdeutsche Meisterschaft. 1955 wurde Fersching Badische Meisterin im Einzel. Im Folgejahr, 1956, wurde sie bei der deutschen Mannschaftsmeisterschaft mit ESG Karlsruhe Vierter. Mehrmals nahm sie an Deutschen Meisterschaften teil. Hier erzielte sie ihren größten Erfolg 1956 im Doppel mit Gloede. Das Endspiel ging gegen Hannelore Schlaf/Ursel Fiedler verloren.
In der deutschen Rangliste wurde Gisela Fersching 1955 auf Platz 8 geführt.